# Xavier de Magallon
Pour les articles homonymes, voir Magallon.
Xavier de Magallon d'Argens, né le 2 avril 1866 à Marseille et mort le 6 septembre 1956 dans la même ville, est un écrivain, traducteur et homme politique français d'extrême droite.

## Biographie
Fils de Jules de Magallon d'Argens (1820-1903), il naît en terre provençale en 1866.
Militant nationaliste, il se rapproche de Paul Déroulède et d'Édouard Drumont, puis de Charles Maurras, un autre provençal de deux ans son aîné dont il devient le condisciple. Naturellement, il se joint à l'Action française dès les débuts du mouvement, et s'en montre un militant fidèle, en parallèle de son activité de publiciste.
Son fils, le lieutenant Paul de Magallon d'Argens, meurt le 29 août 1918 au cours d'une mission de guerre. Xavier de Magallon évoquera la mémoire de son fils en citant le rapport du général-commandant au début du chapitre intitulé « L'Ombre » dans Le Livre des ombres (page 6).
Lorsqu'il revient de la Grande guerre, où son courage et sa vaillance d'engagé volontaire lui ont valu d'être décoré de la croix de guerre, il se lance pleinement en politique en se présentant aux élections législatives de 1919 sur la liste d'union nationale de travail et de progrès du Bloc national. Il réclame dans son programme « un gouvernement qui gouverne, plus de guerre extérieure, plus de guerre intérieure, la sauvegarde des entreprises privées et l'entente du capital et du travail ».
En août 1919, il participe au banquet qui suit la représentation d'une tragédie de Corneille au théâtre antique d'Orange et il y récite un sonnet, hommage à la Grèce et à la France. Il fait également partie de la nouvelle « Pléiade » fondée par Joachim Gasquet,.
Siégeant au sein du groupe des Indépendants de droite, il contribue à en faire l'organe parlementaire de l'Action française avec Léon Daudet, dont il partage les goûts politiques et littéraires. C'est d’ailleurs à la tribune qu'il se fait remarquer par sa profonde connaissance de l'histoire et des classiques  littéraires.
Le 15 juin 1923, il prend la parole à la suite de Jean Ybarnégaray pour dénoncer les accusations de fascisme lancées par Édouard Herriot à la tribune de la Chambre contre l'Action française. Il affirme dans son discours, adressée à la majorité du Bloc national, que tous les députés patriotes doivent être les amis de l’Action française, « à cause de l’admirable politique étrangère de Bainville et des incontestables services rendus en temps de guerre par ce grand citoyen et grand écrivain qu’est Léon Daudet ». Raymond Poincaré doit reconnaître que « certains extrémismes continuent de servir la Patrie » malgré leurs excès et méritent donc l'indulgence du gouvernement, ce qui est un succès pour Xavier de Magallon. Il est d'ailleurs probable que Xavier de Magallon ait servi d'intermédiaire entre Raymond Poincaré et Charles Maurras à d'autres occasions, les deux hommes ayant parfois des vues convergentes.
Son travail parlementaire l'amène à s'inscrire à la fois à la commission de la législation et à la commission des affaires étrangères. Il intervient en priorité sur la politique générale et la politique financière du gouvernement, et notamment les relations avec l'Allemagne dont la puissance est gardée intacte par la faiblesse de la politique étrangère française. « Je ne puis pas donner ma confiance à une politique qui ne rende pas la guerre impossible. » tonne t-il en 1920 à la tribune, avant de demander l'occupation immédiate de la Ruhr pour mettre la France hors de danger d'un sursaut allemand. Le nationaliste hitlérien et la Seconde Guerre mondiale donneront à ses préoccupations un aspect prophétique.
Il ne se représente pas aux élections de 1924.
Dans l'entre-deux-guerres, il fait partie de l'état-major de l'Agence de presse Inter-France et contribue notamment à L'Action française de Charles Maurras, à la Revue fédéraliste.
Sous l'Occupation, il plaide publiquement pour le régime de Vichy et la collaboration franco-allemande dans des articles et des conférences, à Paris et en province. Il collabore au périodique collaborationniste L'Appel de Pierre Costantini et donne un discours lors d'un meeting parisien de la Ligue française de ce dernier, en 1942. Président des « Amis d'Inter-France», alors que l'agence est devenue un des pôles de la Collaboration, il tient une conférence sous ses auspices en 1941 à Paris.
À la Libération, il sera détenu à prison de Fresnes puis remis en liberté en raison de son âge.

## Distinctions
- Croix de guerre 1914-1918

## Publications
- Villebois-Mareuil et le Mouvement national, conférence faite à Paris, le 21 mai 1900, précédée d'un discours de François Coppée, Bureaux de l'Action française, Paris, 1900
- L'Œuvre de la clinique-hôpital Saint-Luc, discours, Paris, J. Mersch, Paris, 1911
- Le Socialisme et l'amnistie, discours prononcé à la Chambre des députés le 23 juillet 1920, préface de Maurice Barrès, L'Écho de Paris, Paris, 1920
- Les Amitiés. Odelettes et Dédicaces, Librairie de France, Paris, 1930
- Les Bucoliques de Virgile, préface de Fernand Mazade, Librairie de France, Paris, 1930
- L'Ombre, pointe-sèche et ornements par Pierre Pascal, Éditions du Trident, Paris, 1934
- Le Livre des ombres, Éditions nationales, Paris, 1935
- Odes et Poèmes, Éditions nationales, Paris, 1936
- La Veillée du Maréchal, préface de Pierre Pascal, F. Sorlot, Clermont-Ferrand, 1941
- Poèmes. Le Livre des ombres. Les Bucoliques. Les Amitiés. Au fil des jours, Mercure de France, Paris, 1943

## Sources